# Bodbysund
Bodbysund is een plaats in de gemeente Skellefteå in het landschap Västerbotten en de provincie Västerbottens län in Zweden. De plaats heeft 70 inwoners (2005) en een oppervlakte van 26 hectare. De plaats ligt op een schiereiland tussen de meren Burträsket en Bodträsket.

## Verkeer en vervoer
Bij de plaats loopt de Länsväg 364.